# 五条家 (清原氏)
五条家（ごじょうけ）は、公家、武家、士族、華族だった家。

## 歴史
天武天皇の末裔である広澄流清原氏の清原良枝の二男五条頼元が五条姓を名乗ったのに始まる。頼元は南北朝時代に後醍醐天皇に大外記・勘解由次官として仕えた公家で西征将軍宮懐良親王に随従して九州へ赴き、九州の反幕府派武将菊池武光と連携して九州の鎮撫にあたった。
頼元の子孫は九州に土着し、南軍の根拠地である筑後国矢部の土豪として武家化した。はじめは菊池氏、戦国時代には大友氏に属したが、鎮定の代の天正15年（1587年）の豊臣秀吉の九州平定で領地を没収された。その後加藤清正の食客となり、肥後国八代に転住し統康の代に家名を矢部と改めたが、長安の代の寛永3年（1626年）に旧縁の地の筑後国へ帰国し柳川藩主立花氏に客分として仕えた。頼永の代の宝暦3年（1753年）に五条に復姓。頼長の代に明治維新を迎え、福岡県士族となる。
新田、菊池、名和など他の南朝忠臣の家系が華族に列したのを受けて頼長も明治18年（1885年）に福岡県内で新田義貞後裔を称していた佐田清兵衛や鰺坂元良とともに福岡県令岸良俊介に華族編列を請願した。佐田家と鰺坂家は真否判然し難しとされたが、五条家については家系と功労は確かと認められつつも「新田・菊池・名和等の勤王と日同じうして論ずべきものに非ずと存ぜられ候」として不許可となった。ついで明治22年（1889年）にも福岡県知事安場保和を経由して宮内大臣土方久元に叙爵請願書を提出したが、やはり不許可となった。
頼長の息子頼定は軍籍に入り、西南戦争に従軍した。家督後には父の叙爵運動を継続し、明治25年（1892年）に福岡県知事安場保和を経由して宮内大臣土方久元に再度叙爵請願書を提出。この請願書は数年間審議されなかったが、明治30年（1897年）5月3日付けの宮内省当局側の審査書類『五条頼定・南部行義ヲ華族二列セラレ男爵ヲ授ケラルゝノ件』によれば「その祖頼元より頼治に至る四代間、朝命を奉じ前後征西将軍宮を補佐し、王事に勤労したる事績は別冊古文書写により瞭然たり」としたうえで五条家の勲功は新田、菊池、名和に劣らないとして男爵叙爵が認められたという。これにより頼定は明治30年（1897年）7月1日付けで男爵を叙爵して華族に列した。
頼定の息子頼次の代に五条男爵家の邸宅は福岡県八女郡大淵村にあった。